# Terebratulina meridionalis
Terebratulina meridionalis är en armfotingsart. Terebratulina meridionalis ingår i släktet Terebratulina och familjen Cancellothyrididae. Inga underarter finns listade i Catalogue of Life.